# Consumer Technology Association
La Consumer Technology Association (CTA) és una organització estàndard i comercial que representa 1.376 empreses de tecnologia de consum als Estats Units. CTA està dirigit pel president i conseller delegat Gary J. Shapiro.

## Fires

### CES
El CES és una important fira de tecnologia que se celebra cada gener a Las Vegas.
El primer CES es va celebrar l'any 1967 a la ciutat de Nova York. Va ser un spin-off del Chicago Music Show, que fins aleshores havia servit com a esdeveniment principal per a l'exposició d'electrònica de consum. L'esdeveniment va comptar amb 17.500 assistents i més de 100 expositors. Entre 1978 i 1994, el CES es va celebrar dues vegades l'any: una al gener a Las Vegas, coneguda com Winter Consumer Electronics Show (WCES), i una altra al juny a Chicago, coneguda com Summer Consumer Electronics Show. El 1998, l'espectacle va canviar a un format anual amb Las Vegas com a ubicació. El CES és una de les fires comercials més grans i de més llarga durada celebrades a Las Vegas, que triga fins a 17 dies a configurar-se, executar-se i desmuntar-se.

### CES Àsia
CES Àsia és propietat i és produït per la International CES (Shanghai) Exhibition Co. Ltd., una empresa de propietat íntegrament estrangera per la Consumer Technology Association (CTA), i és coproduïda per Shanghai INTEX Exhibition Co., Ltd (Shanghai INTEX). ). Els coorganitzadors especials de CES Àsia són la Cambra de Comerç de la Xina per a la Importació i Exportació de Maquinària i Productes Electrònics (CCCME) i la Cambra de Comerç Electrònica de la Xina (CECC). CES Àsia serveix de plataforma tant per a empreses xineses com americanes per introduir nous productes al mercat asiàtic.